# 대통령 정약용
《대통령 정약용》은 SKY에서 2022년 4월 9일 방송된 이홍석 감독의 드라마 영화이다. 대한민국의 공무원 윤종록의 소설 〈대통령 정약용〉을 원작으로 하였다. 조선 시대의 철학자 정약용이 21세기의 대한민국에 등장해 대통령이 되는 줄거리를 담고 있다.

## 출연
- 김승우 - 정약용 역[5]
- 이초희
- 강영석 - 장희철 역
- 임호 - 한민국 역
- 김강현 - 윤공 역